# Яваев, Рушан Зефярович
Рушан Зефярович Яваев (род. 1 июня 1970, Одинцово, Московская область) — советский и российский хоккеист, вратарь.

## Биография
Воспитанник «Крылья Советов». Начинал играть в сезоне 1987/88 второй лиги в команде ШВСМ Москва. По ходу следующего сезона стал играть в первой лиге за СКА МВО Калинин, откуда в сезоне 1989/90 перешёл в команду второй лиги «Прогресс» Глазов. В дальнейшем играл за «Кристалл» Электросталь (1990/91 — 1992/93), «Загреб» (Хорватия, 1993/94), «Молот» Пермь (1994/95 — 1996/77), «Ференцварош» (Венгрия, 1997/98).
Победитель хоккейного турнира зимней Универсиады 1993 года.